# Парадас
Парадас (на испански: Paradas) е населено място и община в Испания. Намира се в провинция Севиля, в състава на автономната област Андалусия. Общината влиза в състава на района (комарка) Кампиния де Морон и Марчена. Заема площ от 110,60 km². Населението му е 7068 души (по преброяване от 2010 г.). Разстоянието до административния център на провинцията е 45 km.

## Демография
| 1970   | 1981 | 1996 | 1998 | 1999 | 2000 | 2001 | 2002 | 2003 | 2004 |
| ------ | ---- | ---- | ---- | ---- | ---- | ---- | ---- | ---- | ---- |
| 10 331 | 7003 | 7014 | 6897 | 6972 | 7028 | 7042 | 7034 | 7067 | 7078 |